# 沈阳罢市事件
沈阳罢市事件，是2012年7月至8月辽宁省沈阳市及周边城市的部分商铺出现了同一时间集体关门歇业的现象。最早2012年7月13日，沈阳市东北市场、五爱市场等开始出现大量商铺关门歇业的现象。此后愈演愈烈，以至于沈阳全城商铺大多停业。到8月6日，罢市事件已经蔓延到沈阳街头的大部分超市、杂货店、饭店、理发店、澡堂等各种商铺，大量商铺白日关门照片涌上网络引发关注。此外，罢市现象也扩散到辽宁省鞍山、抚顺、本溪、大连等地，而罢市的原因也大致相同。

## 事件过程
2012年1月13日，沈阳市人民政府曾召开2012年打假工作会议部署“2012年沈阳市打假专项活动”，并要求打假活动到2013年全运会结束。据联合早报、BBC等媒体转述的一则流传度甚广的传闻透露：辽宁省沈阳市承办中华人民共和国第十二届运动会，花费过大导致因经费不足，遂决定由公安、工商、卫生、消防、城管等多部门组成综合执法队开展“打假”行动以罚款的方式敛财，专门瞄准有一定规模又没有背景的弱势店铺，尤其是外地商铺，只要被他们盯上，他们就会以各种理由连人带货带走，逼迫当事人缴付1万至50万元不等的罚款才放人。报道中还指出，必须证照齐全才能躲过一劫，诸如：卖牙签的商铺，因为没有森林采伐许可证而被罚款数万。
对于传闻，起初多地政府未予证实，仅营口市予以辟谣。因而罢市事件愈演愈烈。与沈阳市区相比，罢市现象在沈阳的一些郊县更严重。在辽中县等地，由于绝大部分的店铺关门，甚至粮油等物资都无从购买。根据沈阳电视台消息，都是店家听传言说会“打假”或大检查，要“五证齐全”、“六证齐全”甚至“七证齐全”才能幸免，大家都不想被罚款因而决定歇业。罢市的商铺，大多贴上“外出旅游、暂停营业”等告示。2012年7月31日《鞍山日报》报道称，鞍山市当地的电子市场、建材市场等因“保护知识产权、逃避暗访”出现大面积商户停业现象。2012年8月2日《辽沈晚报》报道称，丹东市当地规模最大的电子市场——华美科技大厦因“打假”而歇业。

## 官方处理及效果
此次事件的谣言有多种版本，但大部分与2013年沈阳召开的中华人民共和国第十二届运动会有关。沈阳市内包括五爱市场、三好街、大西电子城、南塔鞋城、南湖五金市场、滑翔五金城等大型市场中的商铺有很多都关门歇业，城市中的沿街商铺也纷纷关门，靠近郊区的地方关门的现象比市中心严重。沈阳市所辖的辽中县情况更加严重，有95%的商铺歇业。关门歇业的情况波及到大连市的胜利地下商业区等，以及鞍山、丹东等辽宁省的其他城市。

## 官方辟谣
8月3日，营口晚报：切勿偏听偏信小道消息，保持正常市场经营秩序
8月7日，辽宁日报：勿信传言，正常营业
在沈阳罢市事件引发国内外关注之后，辽宁省和沈阳市当局才开始采取措施。当地政府一方面表示引起罢市的大规模“打假”已经告一段落，另一方面对于借机敛财的指责予以否认，并称各种传闻纯属谣言。8月7日早晨，中共沈阳市委宣传部在其新浪微博官方账号“沈阳发布”发布公告：
近期，一些经营业户因受不实传言影响，关门停业。经了解，相关部门除正常管理工作外，并未采取集中整治行动，更未采取高额罚款措施。希望广大业户勿信传言，正常营业。
8月7日傍晚，“沈阳发布”再度发表声明称：
市政府对此高度重视，本着高度负责的态度重申，各级政府必须严格坚持依法行政，保障经营业户合法权益，维护市场经营秩序。对乱检查、滥罚款等违规执法、粗暴执法行为，市民可通过96123市政府监督投诉电话举报，一经查实将依法依纪严肃处理，并追究相关单位和责任人的责任。同时希望经营业户消除顾虑，放心营业。”
2012年8月7日，当地派出所贴出通知：
关于前一阶段为配合沈阳市政府召开2012年打假专项活动现已告一段落。根据市政府昨日8月6日召开紧急会议精神对各大市场停止一切检查，望各业户正常营业。
同一时间，当地的官方媒体刊登《勿信传言 正常营业》的公告，呼吁当地商家尽快结束罢市活动、恢复营业。通知发出后，当地商铺虽然仍有部分商铺继续歇业，但亦有部分商铺逐步恢复营业。